# Hauptmarkt (Norymberga)
Hauptmarkt – historyczny plac na terenie starego miasta w Norymberdze, konkretnie w jego północnej dzielnicy St. Selbald. Pierwotnie tutaj znajdowała się dzielnica żydowska i synagoga, która w trakcie pogromu w 1349 roku została zniszczona. Na miejscu zniszczonej dzielnicy został w drugiej połowie XIV wieku wytyczony rynek, oraz zostały wybudowane Kościół Najświętszej Marii Panny, Ratusz i studnia Schöner Brunnen. Większość budynków przy rynku nie uniknęła zniszczeń wojennych w latach 1944–1945 i została zrekonstruowana po zakończeniu II wojny światowej.